# Rick Chaffee
Frederick Stoddard Chaffee II detto Rick (Rutland, 10 gennaio 1945) è un ex sciatore alpino statunitense.

## Biografia

### Stagioni 1963-1967
Specialista delle prove tecniche fratello della sciatrice alpina Suzy e cugino del biatleta Jon, Rick Chaffee debuttò in campo internazionale in occasione della 22ª Harriman Cup, il 29 marzo 1963 a Sun Valley in discesa libera (41º); vinse due campionati universitari (NCAA) in slalom speciale, nel 1965 e nel 1967, nelle file dell'Università di Denver.
In Coppa del Mondo esordì nella gara inaugurale del circuito, lo slalom speciale di Berchtesgaden del 5 gennaio 1967 senza completare la prova; ottenne il primo piazzamento il giorno successivo nella medesima località in slalom gigante (23º) e il primo piazzamento di rilievo il 25 marzo dello stesso anno a Jackson Hole nella medesima specialità (10º).

### Stagioni 1968-1972
Esordì ai Giochi olimpici invernali a Grenoble 1968, classificandosi 15º nello slalom gigante e 9º nello slalom speciale, e il 29 marzo dello stesso anno a Rossland conquistò in slalom speciale il primo podio in Coppa del Mondo (3º). Ai Mondiali di Val Gardena 1970 si piazzò 21º nello slalom gigante; in Coppa del Mondo salì per l'ultima volta sul podio il 6 marzo dello stesso anno a Heavenly Valley in slalom speciale (2º) e nella medesima località colse anche il suo ultimo piazzamento di rilievo nel massimo circuito internazionale, il 27 febbraio 1971 in slalom gigante (8º).
Agli XI Giochi olimpici invernali di Sapporo 1972, sua ultima presenza olimpica, si classificò 30º nello slalom gigante e non completò lo slalom speciale; si ritirò al termine di quella stessa stagione 1971-1972 e la sua ultima gara fu lo slalom speciale di Coppa del Mondo disputato a Banff il 19 febbraio, chiuso da Chaffee al 14º posto.

## Palmarès

### Coppa del Mondo
- Miglior piazzamento in classifica generale: 14º nel 1968
- 3 podi (tutti in slalom speciale):
  - 1 secondo posto
  - 2 terzi posti

### Campionati statunitensi
- 2 ori (slalom gigante[6], slalom speciale[7] nel 1968)